# جاك كينت كوكي
جاك كينت كوكي هو شخصية أعمال كندي، ولد في 25 أكتوبر 1912 في هاميلتون في كندا، وتوفي في 6 أبريل 1997 في واشنطن العاصمة في الولايات المتحدة بسبب نوبة قلبية.

## وصلات خارجية
- الموقع الرسمي
- جاك كينت كوكي على موقع ميوزك برينز (الإنجليزية)